# Myrmica stangeana
Myrmica stangeana är en myrart som beskrevs av Mikhail Dmitrievich Ruzsky 1902. Myrmica stangeana ingår i släktet rödmyror, och familjen myror. Inga underarter finns listade i Catalogue of Life.